# Souroubea bicolor
Souroubea bicolor là một loài thực vật có hoa trong họ Marcgraviaceae. Loài này được (Benth.) Delpino miêu tả khoa học đầu tiên năm 1869.